# Andrena subnivosa
Andrena subnivosa är en biart som beskrevs av Wu 1982. Andrena subnivosa ingår i släktet sandbin, och familjen grävbin. Inga underarter finns listade i Catalogue of Life.